# Stenoderus opacicollis
Stenoderus opacicollis là một loài bọ cánh cứng trong họ Cerambycidae.